# NGC 5856
NGC 5856 ist ein etwa 6 mag heller einzelner Stern im Sternbild Bärenhüter (SAO 101379, Rektaszension: 15:07:20.3; Deklination: +18:26:32). Er wurde am 24. Mai 1791 von Wilhelm Herschel bei einer Beobachtung irrtümlich für eine Galaxie gehalten und erlangte so einen Eintrag in den Katalog. Herschel schrieb bei dieser Beobachtung „A star 7.6m enveloped in extensive milky nebulosity. Another star 7m is perfectly free from such appearance“; während sein Sohn John „A star of fully 6m, with a supposed nebulous appearance about it, but of whose reality I cannot satisfy myself, as it ‘blinks’ with the star behind the wire“ notierte.